# Breakerz
Cet article possède un paronyme, voir Breaker.
Breakerz, stylisé BREAKERZ, est un groupe de rock japonais. Il est formé en 2007 et composé de DAIGO au chant, Shinpei et Akihide aux guitares.

## Histoire
Formé en avril 2007, le groupe est devenu assez vite populaire, toutes ses sorties se classant dans les Top 10 de l'Oricon[réf. nécessaire]. Ils font leurs débuts en major chez le label ZAIN Records, avec l'album BREAKERZ sorti le 25 juillet. Ils font leur premier concert au SHIBUYA BOXX le 5 août. N'ayant pas de bassiste, ni de batteur, ils utilisent différents supports pour les enregistrements et les lives.
En juillet 2008, ils sortent leur premier single. Leurs deuxième et troisième singles sont également sortis à la fin de la même année. À cette époque, ils sortent l'album Big Bang! et organisent une tournée nationale. Au milieu de l'année 2009, ils sortent leur cinquième single : Everlasting Luv／BAMBINO 〜バンビーノ〜 : la première chanson a été utilisée comme vingt-sixième ouverture de la série animée Détective Conan. Leur sixième single, Hikari (光) a également été utilisé dans la même série comme trente-quatrième fin. Fin 2009, ils sortent l'album FIGHTERZ, qui a également donné le nom à la tournée FIGHTERZ qui a reçu de très bonnes critiques. En 2010, ils sortent deux singles : Gekijou/hEaVeN (激情／hEaVeN) et BUNNY LOVE／REAL LOVE 2010. En 2011, le single tsukiyo no itazura no mahou/CLIMBER×CLIMBER (月夜の悪戯の魔法／CLIMBER×CLIMBER) sort. Ils composeront aussi le thème de fin de la série Détective Conan.

## Membres
- Naitô Daigo (内藤 大湖) — chant
- Inoue Shinpei (井上慎平)
- Satō Akihide (佐藤彰秀)

## Discographie

### Singles
Singles numériques
1. The Train's Gone... / Joker (6 juin 2007)
2. Wake Up My Soul / Re:born (4 juillet 2007)